# Robert M. Stein
Robert M. Stein (* 8. Juni 1961 in San Francisco, Kalifornien) war bis 2007 ein Vorstandsmitglied der Westdeutschen Landesbank WestLB.

## Berufliche Laufbahn
Robert M. Stein erlangte 1983 am Dartmouth College in Hanover (New Hampshire) den Bachelor of Arts (B.A.)-Abschluss in Philosophie und wurde in die akademische Absolventen-Gemeinschaft Phi Beta Kappa aufgenommen. Vom Dartmouth College erhielt er später auch einen Ehren-Bachelor in Biochemie. 1984 war er bei der New Yorker Bank Lazard Frères im Bereich Regierungsberatung tätig. 1985 machte er am University College der Universität Oxford den Magisterabschluss im Fach Internationale Entwicklungs-Wirtschaftswissenschaft. Zwischen 1985 und 1995 stieg er bei der Investmentbank Merrill Lynch bis zum Leiter der in Hongkong angesiedelten Abteilung für asiatisches Fremdkapital und Aktienmärkte auf.
Danach ging er zur Deutschen Bank und war dort von 1995 bis 2002 in verschiedenen Leitungspositionen im Asien-Pazifik-Geschäft tätig, zuletzt als Chief Executive Officer (CEO) für den Geschäftsbereich asiatische Privatkunden und deren private Vermögensverwaltung. Ab 2003 bis Juni 2004 war er CEO und Chairman der Adelphi Capital Partners, einer Private-Equity- und Anlageberatungs-Gesellschaft, sowie mehrerer weiterer Gesellschaften. Während dieser Zeit war er unter anderem auch ab Juli 2000 einer der Direktoren bei der Börse von Singapur (Singapore Stock Exchange), sowie Mitglied des regierungsberatenden Gremiums Singapore Government's Economic Review Committee und Leiter dessen Arbeitsgruppe Finanzdienstleistungen.
Im Juli 2004 wurde er Vorstandsmitglied der WestLB AG. Er war dort verantwortlich für die Bereiche Group Treasury (Management der Finanzmittel der Gruppe), Global Asset Management (weltweite Vermögensverwaltung), Investment Management (Investitionssteuerung), sowie zusammen mit Werner Taiber für Global Markets (weltweite Märkte), Business Management (Finanzmanagement), Corporate Finance (Unternehmensfinanzierung) und Global Origination (weltweite Gestehung von Geschäften, Akquisitionen und Finanzprodukten, d. h. deren Erkundung, Entwicklung und Umsetzung in die Praxis).
Stein stand, wie auch andere Vorstandsmitglieder, im Zusammenhang mit fehlgeschlagenen Spekulationen der WestLB mit Volkswagen-AG-Aktien in der Kritik.
Er hat die WestLB zum 31. Juli 2007 verlassen.